# ママトト
『ママトト -a record of war-』（ママトト ア レコード オブ ウォー）とは、1999年7月1日にアリスソフトが発売した18禁のシミュレーションロールプレイングゲーム（以後、SRPGと略す）である。

## 概要
本作は全20章で構成される章クリア型のSRPGである。各章の始めに戦闘があり、その後内政、アドベンチャーモードと続き、これらが繰り返されてゆく。これら戦闘・内政・アドベンチャーモードの各場面で発生したことが、それぞれに影響し合ったりもする。そして、それによってエンディングも変化する。また、本作は2つのシナリオが存在しており、表の主人公は移動要塞ママトトの王子ナナスである一方、裏の主人公はママトトの王カカロである。
開発初期において、本作は『外道親父』という仮名がつけられていた。
本作は小説化も行われ、トレーディングカードゲームのLyceeにも参戦しているほか、姉妹作として『ままにょにょ』がある。

## あらすじ
数百年前、城ごと移動して敵の城に横付けして攻め込むことを目的に移動要塞が開発された。その結果、国同士の戦いは移動要塞を主体としたものになった。さらに、モンスターの中にも移動要塞を操る者が出てきたり、敵の要塞に横付けするための接城橋の高さが世界共通規格になっている ほど、移動要塞は一般的なものになった。
そんな中に、国土すら持たず小さな移動要塞1つだけがすべての「ママトト」という国があった。当初は移動要塞ママトトの性能（主に機動力の高さ）と、カカロやストーリン達の力により優位に立ち、他国を侵略して略奪を行いながら、国力を保ってきた。しかし、延々と続く戦いによってママトトは弱り、今やママトトの卓越した移動速度と、智将と謳われる若き将軍ナナスの手腕で生き延びているに過ぎなかった。
しかしある日ナナスは、キッズという魔法生物の開発に成功する。すでにママトトは大陸の南東に追い詰められていたが、キッズを少ない武将に加えて利用し、ナナスは大国に挑むことを決意する。

## 戦闘
本作の戦闘は、用意された各マップをタクティクス風の戦闘でクリアする形式である。大きく分けて20章に別れているが、それぞれの章に複数のマップが用意されているため、実際の戦闘の回数はもっと多い。それぞれのマップには個別の勝利条件があって、敵を1体見逃しただけでゲームオーバーになるマップもあれば、必ずしも敵を倒す必要のないマップ（中には1体の敵も倒さずに撤退しても良いマップ）まで存在する。また、勝ち方も1通りではなく、ゲームオーバーになる条件にさえ当てはまらなければ、各々のプレイヤーの流儀で戦闘を進められる。
このゲームでは、幾つかのマップが組み合わせてられていて、最終的にゲームオーバーにさえならなければ良い（負けなければ良い）ので、どのように勝つかについては自由度が高いのである。例えば、初戦（1つ目のマップ）で敵を全滅させても良し、2つ目のマップで敵を全滅させても良し、移動要塞ママトトの耐久力を下回らない程度に敵を見逃しても良しと様々な勝ち方がある。他にも武将にはそれぞれ個性があり、キッズも数種あって能力が違う上に、さらに育て方によってパフォーマンスが変わってくるため、それらの組み合わせ方は色々考えられ、これが勝ち方のパターンをさらに増やす。一方、使用できるキッズや武将は有限なので、各章での用兵のペース配分の他にも、20章全体を見通した用兵のペース配分まで必要な奥深さもある（ただし、20章全体のペース配分に関しては、番外編のシナリオに当るモンスター討伐を行うことで資材の補給が可能という救済措置が講じられている）。
このように、本作の戦闘は一言では言い表せない面がある。なお、相対する武将の組み合わせによっては、特別なイベントが発生する場合などもあり（わかりやすい例では、戦闘マップで特定のイベントを発生させてはじめて仲間になるキャラクターがいたりすることなどもあり）、これがその後の戦闘などに影響を与え得る。また、各章の戦闘の前に与えることができる「ナナスポイント」で、ナナスポイントを与えた武将の必殺技の使用可能回数を増やすことができるのだが、どれだけのナナスポイントを誰に与えたかがアドベンチャーモードにも影響を与え、エンディングまでも左右するなど、どのように戦闘をこなしたかによる影響が出るのも本作の戦闘の特徴である。

## 内政
ママトトの内政では、移動要塞ママトトのメンテナンス（ダメージの回復）、武将のための武器開発、キッズの生産環境の調整（プラントの調整）、そしてママトトの武将の装備変更や状態確認などを行う。このうちママトトの武将の装備変更や状態確認は、基本的に戦闘の準備の時に行うこともできるが、不測の戦闘が発生した場合などでは戦闘の準備の機会なくいきなり戦闘に突入する場合もあるので、比較的重要な作業と言える。また、キッズの生産は自動的に行われてしまうのでここでのプラントの調整は重要であるうえ、移動要塞ママトトのダメージの回復を怠ってママトトが破壊された場合はゲームオーバーになってしまう。
上記のほか、戦闘によって獲得したカード（キッズや武将の武器の作成、召喚魔法の使用によって消費されるカードで、敵を倒すとランダムに手に入るが、何の役にも立たないカードも存在する）の鑑賞、各種イベントの時に見たCGの鑑賞、音楽（BGM）の鑑賞が行える。ただし、音楽の鑑賞にだけは、最低一度は最終戦までクリアしていないと入れない（CD-DAでしか用意されていない曲があるので、MIDIでBGMを再生している時は全曲を鑑賞することができない）。また、武器研究所を作っていない場合には武器の開発も不可能である。

## アドベンチャー
本作のアドベンチャーモードは、ナナスとカカロが女性キャラクターと話をすることで進められるが、すべてのキャラクターを攻略するには、ナナスとカカロが同時にイベントを進める必要がある。本作では、ナナスの立場でイベントを進めるモードを「ナナスモード」、カカロの立場でイベントを進めるモードを「カカロモード」と呼ぶので、以後それに従う。
ナナスモードは純愛シーン中心となり、カカロモードはハードな鬼畜シーンが中心である。ここで、例えば純愛シーン中心のナナスモードだけを進めようとしても、キャラクターによってはカカロモードが進んでいることが条件となっている場合があるので、必然的に鬼畜シーンを見なければならないことがある。また逆に、カカロモードを進めようとしても、キャラクターによってはその前段階として途中までナナスモードで進めなければならないようになっている。もちろんキャラクターによっては、カカロモードとナナスモードが互いにほとんど影響を及ぼさない場合もある。それとは別に、他のキャラクターの進行度合いが影響を及ぼす場合もある。さらに、先述の通りナナスポイントが影響を与える場合もある。なお、カカロモードとナナスモードはともに実行回数に制限（各章につき2回ずつという制限）があるため、それぞれのモードを進めようにも実行回数制限で進められなくなる場合もある。

## 登場人物
アリスソフトの公認でママトトの小説化を行った紙谷龍生は、本作は登場キャラクターがとにかく多いが、各々の個性は豊かだと評している。本作の一部の登場人物は、アリスソフトの別作品にも登場しているが、マニュアルの「あいさつ」（マニュアルの3ページ目）に書かれてある通り、本作はパラレルワールドの形式を取っているため、他の作品とは特別な関係は無いものとして解説する。
ナナス・アルフォリア（Nanace Alphoreea）
表の主人公であるママトトの王子。18歳。15歳の時ストーリンの推薦によりカカロ王からママトト軍を任され、若き智将として他国に名を知られる将軍。召喚士であり、召喚魔法用のカードを消費することで召喚魔法を使用し、出撃した武将を補佐する能力を持つ。また一応魔法使いでもあるのだが、直接戦闘は全くと言っていいほど苦手。ちなみにドワーフ好きである。本人も含めて多くの登場人物は、カカロやアーヴィとは血縁関係にあると思い込まされているが、実際のところそうではなかったことがシナリオの中で明かされる。
カカロ・アルフォリア（Cacalo Alphoreea）
裏の主人公であるママトトの王。60歳。昔は大陸に名を馳せた猛者だったが、今は面影もない。が、その実力は決して低くなく、若き日の力を取り戻すためそのように見せかけている。本性は残虐非道で、いわゆる鬼畜者。カカロモードなどでその本性を少しずつ見せるが、その本領が発揮されるのは、彼が凄まじい力を手にするシナリオ終盤になってからである。
タモッチ・モーリタ（Tamocch Maulita）
カカロ専属の従者である忍び。カカロの為に女の子を連れ去ったり、カカロが遊び尽くした女の子の処理をしたりしている。55歳。
アーヴィ・アルフォリア（Eirvee Alphoreea）
ママトトの王女で、ナナスの双子の妹として育てられてきた。魔法使い。18歳。カカロとは血のつながった娘であり、すでに亡くなった母親も魔法使いだった。ママトトの世界観においても近親相姦はタブーであるわけだが、カカロはチャンスがあればアーヴィを手込めにするつもりでいる。また、近親相姦がタブーであるために彼女は悩みを抱えることもある。
ミュラ・カースン（Myura Carson）
ママトトの武将。ナナスとアーヴィの乳母の娘で、二人の姉代わりでもある。なおミュラの母（ナナスとアーヴィの乳母）はすでに亡くなっている。剣の腕は確かで、キッズの扱いにも優れる。24歳が正しい（マニュアルに28歳と記されているが、これは誤植であるとオフィシャルガイドにも明記されている）。
ラミカ・クィンシー（Ramika Quincy）
ナナスとアーヴィの幼馴染の少女。またミュラを姉のように思っている面もある。18歳。明るく元気な性格でナナスに惚れている。ナナスに志願しママトトの武将になる。使用武器は弓矢。ただし、全武将中で攻撃力は最低（最も非力）。料理の腕前は超一流で、捕虜への食事の差し入れも行う一方、相手の胃袋のキャパシティを考えない量を作る。
ココナ・ホワイト（Cocona White）
ブーロン公国の名門武家の娘で棒術の使い手。ナナス達に敗れ捕虜になるが、ナナスの頼みでママトトの武将になる。なお、オフィシャルガイドでは年齢不明と記されているが、マニュアルには16歳と書いてある。
シェンナ・ギリシアム（Shennah Gilysiam）
かつて各地を荒らしていたことで知られる「赤き死神の要塞（移動要塞）」を発見し、この要塞のボスになった。格闘家。20歳。赤き死神の要塞が暴れ回っていた当時は最速の移動要塞として知られていたが、ママトトの移動速度の方が速い。彼女はママトトに敗れ捕虜になるが、ナナスの頼みでママトトの武将になる。迷宮以外では分身を作って2人になって戦えるという特殊能力を持つ。
勢久山 奈菜璃（せいきゅうざん ななり）
璃宮国の姫を自称する人物で、ママトト以上の移動速度を持つ奈菜璃要塞（3輪の移動要塞）のボスである。要塞のサイズこそママトトよりも小さいが、その移動速度を活かして不利になればさっさと逃げてしまえる。金品目的で何度もママトトに勝負を挑むも敗れて捕虜になり、ナナスの説得により、留学という名目でママトトの武将になる。薙刀が武器。彼女の部下にはゴリッキー（Goricky）とエテ公爵（Duke Ete）がおり、ある条件を満たすと奈菜璃がママトトの武将になってからも引き続き部下になる。ただし、奈菜璃要塞時代にママトト攻略のために彼らが使った各種メカ（ロボット）は使えない。
部下の二人も含め、タイムボカンシリーズの三悪がモデルである。なお、オフィシャルガイドでは年齢不明と記されているが、マニュアルには15歳と書いてある。
ライセン（Raysen）
色々な国を渡り歩いてきた傭兵で元娼婦。ザザム王国に傭兵として雇われており、ザザム王国がママトトに敗れ捕虜になるが、ナナスの願いでママトトの武将になる。ある時期よりも昔の記憶を失っている。そのため年齢も不詳で、名前も通り名（本名かどうかわからない）である。斧を振るう。
ナルツガイス（Nalzgis）
「ブローンの守護神」と言われる魔女で「残酷無比の戦いの女神」とも言われている。19歳。ママトトに敗れ捕虜になるが、ナナスの願いでママトトの武将になり、ナナスにはナルツと呼ばれる。
ブーロン公国の将ザブツ（Zabuz）に操られていて、ナルツガイスというのはザブツに与えられた名であり、本当の名前はエイベル（綴り不明）といい、カプラという鳥がナルツガイスにされた後も彼女を守るべく努力している。
ザブツ（Zabuz）
ブーロン公国の東部防衛将軍で、ブーロンの東の要害であるチャグ峡谷の守りを任されている。ここが隘路であることもあり、1基の大型移動要塞だけで東の国からの侵攻を防ぎ続けてきた。ナルツガイスを操り、彼女の秘密を知る人物であると同時に、彼女の力を100％引き出せる人物でもある。なお、ネクロマンサーということになっているが、ママトトにはバンパイアなどの明らかなアンデッドが出現する にもかかわらず、彼の部隊にアンデッドらしきモンスターは見当たらない。
のぞみ（パイローラ）
元はザザム王国の王女でパイローラ（綴り不明）という名だったが、カカロ専属の部下であるタモッチによって捕えられ、以降、名前をのぞみと変えられて、メイド兼カカロの性奴隷にされている。なお、オフィシャルガイドでは年齢不明と記されているが、マニュアルには16歳と書いてある。
リック・アディスン（Rick Addison）
「赤い死神」と恐れられる、ママトト一の剣士。24歳。Ranceシリーズのリックと同姓同名だが、別人。なお、父親の名前はRanceシリーズにおける先代の赤の将軍のものである。『ままにょにょ』ではRanceシリーズのリックと共演を果たしている。
ストーリン・ワルド（Storlin Vold）
ママトトの武将。ボウガンの名手で、軍師としての能力も高い元ママトトの将軍。現在は1武将でありナナスの参謀でもある。『独眼の氷龍』という通り名を持つが、その通り名が示すように過去に片目を失っている。47歳。なお、『戦国ランス』においては真田透琳（さなだとうりん）として、眼帯はないが独眼でほぼ同じ外見の人物が登場する。
ワン・大老（Wang Tai-row／ワン・たいろう）
小柄（身長121cm、体重29Kg）で老齢（72歳）の格闘家。素早い身のこなしを得意とし、部下の扱いにも長ける。ママトト建国当初からの武将。
ヤモス・ママトト（Jamos Mamatoto）
ママトトの操塞士。ママトトと下半身が繋がっておりママトトの脳的存在。つまり、ママトトという移動要塞は1種の生物なのである（通常の移動要塞は車輪やキャタピラを使って動いているが、ママトトはムカデのような多数の脚で動いている）。なお彼の食事は人間と変わらないが、眠る必要はない。
マイトレア・メイシアン（Miteler Meisian）
ザザム王国の大臣の息子で、ザザム王国一の魔法使い。ただしザザム王国一とは言っても、彼が登場する時にザザム王国は、すでに国土を失い移動要塞1つの国になってしまっている。ママトトに敗れ捕虜になるが、自ら志願しママトトの武将になる。11歳。
ハニー（Hanny）
アリスソフトのマスコットキャラクターであるハニワのモンスター。今回はモンスターの弓使いとして登場。移動要塞のボス。ある条件を満たすとマイトレアの部下になる。
ヒーロー（Hero）
リザードマン。小型の移動要塞（モンスターが支配する要塞）のボスだったがナナス達に敗れ捕虜になり、説得によりママトトの武将になる。25歳。彼にはタンタウルス（Tantaurus）という名前のミノタウロスの部下がおり、タンタウルスからは「アニキ」と呼ばれ慕われている。ある条件を満たすとヒーローがママトトの武将になってからも引き続き部下になる。
キングギア（King・Gear）
ドワーフ。ブローン公国の武将だったがナナス達に敗れ捕虜になり、ナナスとストーリンの説得によりママトトの武将になる。246歳。ママトトの武将としては、もっとも物理的な攻撃に対する防御力が高いという特徴がある。
ミルキーメイ・エンシェント（Milkymay Ancient）
ブーロン公国の武将のエルフの女性。227歳。キングギアとの仲が悪いが、、ある条件を満たすとナナスの策略でキングギアの部下になる。なお、アリスソフトのゲームでエルフが公式に登場したのは、ミルキーメイが初めて（先に登場するラミカなどは耳が尖っているもののエルフではないらしい）。
ピッテン・チャオ（Pitten Chao）
シグマソン共和国の武将で、「完全無欠の黄金騎士」と言われている。ナナス達に敗れ捕虜になるが、ナナスの心意気に惚れママトトの武将になる。『かえるにょ・ぱにょ～ん』のピッテンと同じ名同じ顔同じ人格の別人。27歳。
バルバッツァ・ロンブラウ（Balbaxa Lonbrau）
シグマソン共和国の傭兵で、彼の過去の経歴から「悪魔の黒騎士」と言われ恐れられている。ナナス達に敗れ捕虜になるが、ナナスの説得によりママトトの武将になる。43歳。
パットン・ミスナルジ（Patton Misnarge）
ママトトの友好国だったルマン帝国の皇子で、ナナスとアーヴィとは顔見知り。ルマン帝国滅亡後は傭兵として生きていたが、ママトトに敗れた際にナナスと再会し、ママトトの武将になる。ただし以前とは全く風体が変わっていたため、再会しても最初は昔馴染みと気付かれなかった。Ranceシリーズのパットンとは別人。ただし、『ままにょにょ』で登場したパットンはRanceシリーズの方のパットンである。25歳。
アイアン・ホース（Iron Horse）
ブローン公国の傭兵の弓使い。ナナス達に敗れ捕虜になるが、ナナスの願いによりママトトの武将になる。25歳。
ディカキス・ド・フック（Dicacis do. Huck）
盗賊団のボス。ママトトを襲撃して金品を奪うために、ママトトに忍びこむも見つかり、ナナス達に敗れ捕虜になるが、ナナスの説得でママトトの武将になる。29歳。
カバッハーン・ザ・ライトニング（Kavahaun the Rightning）
「雷帝」の異名を持つ魔法使い。74歳。人が嫌いでゼウス山の迷宮に一人で住んでいたが、ナナス達に負け捕虜になりナナスとマイトレアの説得でママトトの武将になる。彼はガスタン帝国とブーロン王国の移動要塞が行き来してうるさいので、それを妨げるために、元々雷の多かった場所に魔法で手を加え、雷の巣である「魔障壁」を作った人物でもある。この魔障壁の雷は移動要塞の中にまでダメージを与えるほどのエネルギーを持っているため、移動要塞同士の戦いにも影響を与える。なお、Ranceシリーズのカバッハーンと同じ名同じ顔同じ人格の別人。
マカロニ・ホワイト（Macaroni White）
シグマソン共和国の武将。年齢は不明。ママトトの捕虜になった者に食事の差し入れをしているラミカと友達になったことがきっかけで、ラミカの部下になる。なお、ココナと同姓だが血縁はない。
バレス・プロヴァンス（Baless Province）
元リズ王国の将軍で、リズ王国が無血でガスタン帝国に併合されてからは、ガスタン帝国の武将になった人物。ガスタン帝国の首都を守るミロの砦（この砦と取らないと首都攻めは不可能とされる重要な砦）の守将であり、名将と呼ばれる人物。ガスタン南部守備軍を率いる。63歳。彼は、元々ママトトの動きを警戒しており、防衛力に余力を持たせるべくミロの砦への増派を求めていたが、ガスタン帝国軍の総司令はそれを聞き入れなかった。やむなく既存の部隊だけでママトトと対峙することになる。なお、部下にはオルオレ・ザ・サード（Olore the Third）という優れた武将がいる。バレスはカバッハーンと旧知の仲であり、ある条件を満たすとカバッハーンの部下になる。しかし、オルオレ・ザ・サードは部下にならず帰郷してしまう。
ラブラ・バショウ（Rabra Bashou）
シグマソン共和国の代表。59歳。私利私欲に生きており、彼にとって部下は捨て駒である。軍の上層部を金で手懐けているため、共和国内では絶対的な権力を握る。竿sじいてぉもはピッテンによって殺害される。
プリス・ブーロン（Priss Boolong）
ブーロン公国の王で、先王の暗殺に伴い16歳で即位した経緯を持つ。臣下のカール将軍（綴り不明）が篭城戦の進言をするも聞き入れず、数にものを言わせてママトトに対し出撃して攻撃をしたために首都であるブーロン城の守りにほころびを生じさせ、結果としてブーロン公国の滅亡を招く。さらに、守りが手薄になったすきを突かれる形でブーロン城内に潜入したカカロによって、臣下のカール将軍とともに殺害される。なお、姉のイリアはカカロに陵辱され、自分の行く末を悟って自殺する。
キアス・ティタラス（Kias Titalas）
ガスタン帝国の皇帝。58歳。彼とまみえることで隠されていた真実が明らかになる。彼はカカロに殺害される。

## キッズ
キッズとは、ナナスが新たに開発した魔法生物であり、大きく分けて7種類ある。キッズにはグレードというものが存在し、グレードが上がると強さや動作などが変わるが、キッズの用法・グレードアップの仕方も1通りではないので、これが本作における戦略の立て方の自由度を上げる要素の1つになっている。
ただ、いずれのキッズも耐久力以上のダメージを受ければ死亡するし、1度出撃するとエネルギーを使い果たして寿命を迎える。また先述の通り、キッズを作るためには必ず専用のカードが必要であり、無限にキッズを生産できるわけではない。さらに、キッズが正常に動作しない場所もあるなどの理由で、すべての局面でキッズを使えるわけでもない。したがって、ママトトはキッズの開発に成功したことで人材不足を補えはしたが、キッズだけで人材不足が解消するわけではないのである。それでも兵力を比較的容易に補充できるので、ママトトは反転攻勢に出ることが可能になった。なお、何体のキッズを同時に率いることが可能か（部下数）は武将によって違い、これも武将の個性の1つである。それから、キッズを作り出すプラントは移動要塞ママトトの中に作らないとならないが、ママトトは小型の要塞であり、プラントを設置できる場所も限られている。キッズのグレードを上げるためにはプラントの増設が必要だが、増設するにつれて狭い場所にどうやって配置するか考えなければならず、その意味で本作にはパズルの要素もある。

### キッズ一覧
一直
自分自身を消滅させることで、右方向に距離無限の物理攻撃をする（つまり1度しか攻撃できない）。グレード7以上になるとより広範囲を攻撃できるようになる。
ウィズ
自分自身を消滅させることで、自分の周囲の一定範囲を魔法攻撃する。グレード7以上になるとより広範囲を攻撃できるようになる。
チアー
自分から攻撃はできないが、行動済みの味方ユニットを再行動できるようにする能力を持っている。ただしこの能力には使用回数制限があり、この能力を {1+(チアーのグレード)} 回使用すると消滅する。
ファイタン
回数無制限の物理攻撃をする。ファイタンを率いる武将の指揮力が高いほど、機動力が増えるという特性がある。グレード7以下は隣り合う敵にしか攻撃を加えられないが、グレード8以上は接敵しなくても物理攻撃ができるようになる。
ブロッケン
自分から攻撃はできないが、敵の進軍を阻む壁に変化する能力を持っている。壁になると自ら動けなくなるが、敵の攻撃を受けると一定確率で反撃する。
みゅうたん
自分から攻撃はできないが、高い機動力でマップ上の宝物を回収する能力を持つ。なお、1体のみゅうたんは1回の行動につき隣接する1つの宝物の回収しかできないが、宝物を回収したからといって消滅するようなことはない。グレード9以上では機動力が落ちるものの、上記の能力に加えて使用回数無制限の魔法攻撃も行えるようになる。グレード9以上は容姿もまるで変わることもあってか「みゅう」と呼ばれる。
ワプワプ
自分から攻撃はできないが、行動可能な味方ユニットを転移移動させる。行動済みの味方ユニットは移動させられない。ただしこの能力には使用回数制限があり、この能力を {1+(ワプワプのグレード)} 回使用すると消滅する。

## 小説
ママトトはアリスソフトの公認での小説化が紙谷龍生によってなされた。
- 『ママトト』（全1巻）、ISBN 4-8470-3381-7

### 作品について
ママトトを小説化するとの企画が紙谷龍生の所に回ってきた時、ママトトは登場キャラクターが多過ぎるために小説化は難しいのではないかと思ったという。しかし実際に執筆に取り掛かってみると、登場キャラクターの個性が豊かで、特に男性キャラクターが良いため問題なく小説化できたと述べている。ただゲーム後半の話まで小説化しようとすると1冊でまとめるのは難しいと考え、ゲームの前半部分のみ小説化したと著者は記している。だがゲームの前半部分と言いながら、実際に小説化されているのはシグマソン共和国を攻略して国家元首のバショウ代表を討ち取った後の話であり、ゲームの序盤に行われるザザム王国などとの戦いなども描かれておらず、すでに攻め落としたと記載されている程度である。小説が始まった時点で、ゲームの冒頭からママトトにいるストーリン、ワン、リック、ミュラ、アーヴィの5武将に加え、ヒーロー、マイトレア、ライセン、シェンナ、ラミカ、キングギア、ココナ、ピッテン、バルバッツァも武将として加入済みとなった後の話である。これに対してゲームの中盤に攻略するナルツガイスがいる要塞は未だ健在である時点の話でもあり、小説ではナルツガイスがいる要塞の攻略に取り掛かったとの描写は見られない。以上のことから原作ゲームの物語から見ると、物語の中盤付近の話であることは明らかである。またゲームには登場しないオルガ（綴り不明）という女性が登場し、オルガとその関係者が小説のほぼ全編に関わることから明らかなように、小説では主にオリジナルの話が展開される。ちなみに小説化に際して筆者はゲーム以外に公式ガイドブックも参照したとのことである。著者はライセンを気に入っていると明かしているが、そのためか小説ではライセンもほぼ全編に登場する。なお、2000年のうちから執筆を始め、2001年に書き上がったという意味で「足掛け2世紀で書き上げた作品」と作者が述べている。

### 小説あらすじ
ママトトはすでにザザム王国を滅ぼしたのに引き続き、シグマソン共和国も国家元首のバショウ代表を討ち取ることでママトトが勝利した。ただママトトの実態は移動要塞1つだけを持った小国、いわば移動要塞1つが国家のすべてであり、戦闘の際の人員不足はキッズを活用することで補う必要があった。そこでママトトは大陸北東部のモンスター界と呼ばれる場所でモンスターを狩ることで、キッズの生産に必要なモンスターカードを集めてきた。しかしその際にママトトは損傷を受けてしまい補修が必要となってしまった。また食糧などの補給も必要であるためモンスター界から出た。ここでたまたまクラヴィアという村に出くわしたので、物資を購入することで補給しようと考えた。その時クラヴィアでは2人の女性が村人に追われているところであり、ママトトは彼女達を保護することにした。これによりクラヴィアの村とは対立関係になった。武力による徴発を良しとしないママトトの将軍ナナスは、クラヴィアでの補給を諦め、補給可能な場所を求めて移動を開始した。ところがその後ママトト内では奇妙な症状を持った者が現れ、さらに武将のココナやライセンまで奇妙な症状のせいで倒れるなど人材の少ないママトトは厳しい状況に追い込まれた。この症状は精気を奪われたことと何らかの毒物のためと判明し、事態は事件性を帯びてきた。そんな折、ママトトは補修が不完全な状態で敵国の移動要塞に発見され、襲撃を受ける。

## ままにょにょ
『ままにょにょ』は、2003年2月7日にアリスソフトから発売された18禁シミュレーションロールプレイングゲームであり、『ママトト』と世界設定を同じくする。2009年12月18日に発売されたファンディスク『アリス2010』にはリニューアル版である『わいどにょ』が収録されている。同作は、『かえるにょ・ぱにょ～ん』や『かえるにょ国にょアリス』に続く『にょシリーズ』第三作であり、『ままにょにょ』というタイトルも、最初に異世界から召喚されたキャラクターである『かえるにょ・ぱにょ～ん』のアリエッタが、ママトトのことを言い間違えたことに由来する。同作はナナスたちが「異空窟」と呼ばれる無限に続く洞窟の奥を目指す内容であり、既存の一部のゲームにもあった「やり込み」要素のみで構成されている。
同作は過去のアリスソフト作品に登場したキャラクターたちが登場する「お祭り」という位置づけであり、アリスソフトの各作品のキャラクターはナナスが発明した召喚装置「イデヨン」によって召喚されるという設定である。
同作は『ママトト』とは少し異なるシステムが搭載されており、例えば同作におけるキッズは戦闘員ではなく、キャラクターの補助やアイテムなどの回収が主である。また、『ママトト』では戦闘不能に陥るとゲームオーバーになるユニットがいたのに対し、同作ではそのようなユニットがいない代わりに、敵に左端に到達されると本拠地がダメージを受け、耐え切れなくなるとゲームオーバーとなる。さらにゲームオーバーになっても一定量の金額の没収とマップレベルがダウンし、耐久力が全回復した上でプレイの続行は可能。
なお、『ままにょにょ』では異空窟内にある「死の穴」にタモッチを入れると「カカロの遊び」というエッチシーン鑑賞モードを楽しむことができた一方、『わいどにょ』では「カカロの遊び」は削除されている。

### 登場作品
- ママトト
- 鬼畜王ランス
- Rance5D -ひとりぼっちの女の子-
- 闘神都市
- 闘神都市II
- 零式
- アトラク＝ナクア
- 王道勇者
- AmbivalenZ -二律背反-
- DiaboLiQuE
- かえるにょ・ぱにょ～ん
- かえるにょ国にょアリス
- ぱすてるチャイム -恋のスキルアップ-
- 夜が来る!
- 戦巫女 -Vestal virgin-
- DARCROWS -ダークロウズ-
- SeeIn青 -シーンAO-
- Only you -リ・クルス-
- PERSIOM -約束の集う場所-
- 大悪司
- 超昂天使エスカレイヤー
- DALK
- DALK外伝
- 王子さまLV1
- 俺の下であがけ

#### わいどにょで追加されたキャラクターの登場作品
- RanceVI -ゼス崩壊-
- GALZOOアイランド
- ぱすてるチャイムContinue
- 闘神都市III
- 戦国ランス
- 大番長
- 超昂閃忍ハルカ
- AliveZ
- ばにしゅ! 〜おっぱいの消えた王国〜
- 僕だけの保健室
- ももいろガーディアン
- ウルトラ魔法少女まなな

## その他の関連作品
Lycee
シルバーブリッツによるトレーディングカードゲームであり、本作の登場人物もLyceeに参戦している。収録エキスパンションは、Alicesoft2.0など。